# Светля (река)
Вижте пояснителната страница за други значения на Светля.
Светля е река в Южна България, област Перник, общини Брезник, Земен и Ковачевци, десен приток на река Струма (влива се в язовир „Пчелина“). Дължината ѝ е 32 km.
Река Светля извира под името Ливаде на 1054 m н.в. от планината Стража на 2,6 km на север-североизток от село Банище, община Брезник. Тече в посока юг-югоизток в плитка и слабозалесена долина между планините Любаш и Черна гора на изток и Ерулска планина и Рудина планина на запад. Влива се в северния ръкав на язовир „Пчелина“, на 622 m н.в., на 2 km югоизточно от село Ковачевци.
Площта на водосборния басейн на реката е 349 km2, което представлява 2,02% от водосборния басейн на река Струма.
Основни притоци: → ляв приток, ← десен приток
- → Каповец
- ← Бобовска река
- ← Шетаница
- → Берендерска река
- → Сухия дол
- → Косачка река
- ← Сирищничка река

Максималният отток на реката е през март и минималният – септември.
По течението на реката са разположени 10 села:
- Община Брезник – Банище, Ръжавец, Станьовци, Долна Секирна;
- Община Земен – Падине, Еловдол;
- Община Ковачевци – Чепино, Светля, Сирищник, Ковачевци.

Част от водите на реката се използват за напояване.
На протежение от 7,3 km по долината на реката между селата Сирищник и Еловдол преминава участък от третокласен път № 603 от Държавната пътна мрежа Радомир – Ковачевци – Еловдол.

## Топографска карта
- Лист от карта K-34-46. Мащаб: 1 : 100 000.
- Лист от карта K-34-58. Мащаб: 1 : 100 000.